# Dendrobium
Dendrobium (em português: Dendróbio) um importante gênero de orquídeas do sudeste asiático formado por grande número de espécies vistosas, geralmente de fácil cultivo. Sejam suas espécies naturais ou híbridos produzidos pelo homem, estão entre as orquídeas mais difundidas e comuns em cultura. 

## Etimologia
O nome deste gênero (Den.) deriva da união de duas palavras gregas: δένδρον (dendron), que significa "árvore", e  βιος (bios), que significa "vida"; referindo-se à maneira como vivem as espécies deste gênero, ou seja a sua natureza epífita.

Nome comum:
- Orquídea olhos de boneca

## Habitat
A maioria das espécies cultivadas é oriunda da Índia, Sudeste Asiático, Austrália e Nova Guiné. Encontram-se espalhadas, naturalmente, desde a Índia até a Nova Zelândia.

## Descrição
A maioria das espécies produz altos pseudobulbos roliços que lembram a cana-de-açúcar, com folhas por toda sua extensão, e florescem em cores variadas. As flores agrupam-se em talos curtos ao longo dos pseudobulbos por toda a primavera até o verão, dependendo da região geográfica onde se encontrar. Há mais de mil espécies de Dendrobia, todas epífitas (razão de seu nome) embora, ocasionalmente, possam ser encontradas sobre rochas ou no solo.
As flores têm largas pétalas e sépalas, com o labelo geralmente apresentando um tom diferente, geralmente mais escuro, o que dá origem ao nome popular de "olhos de boneca".

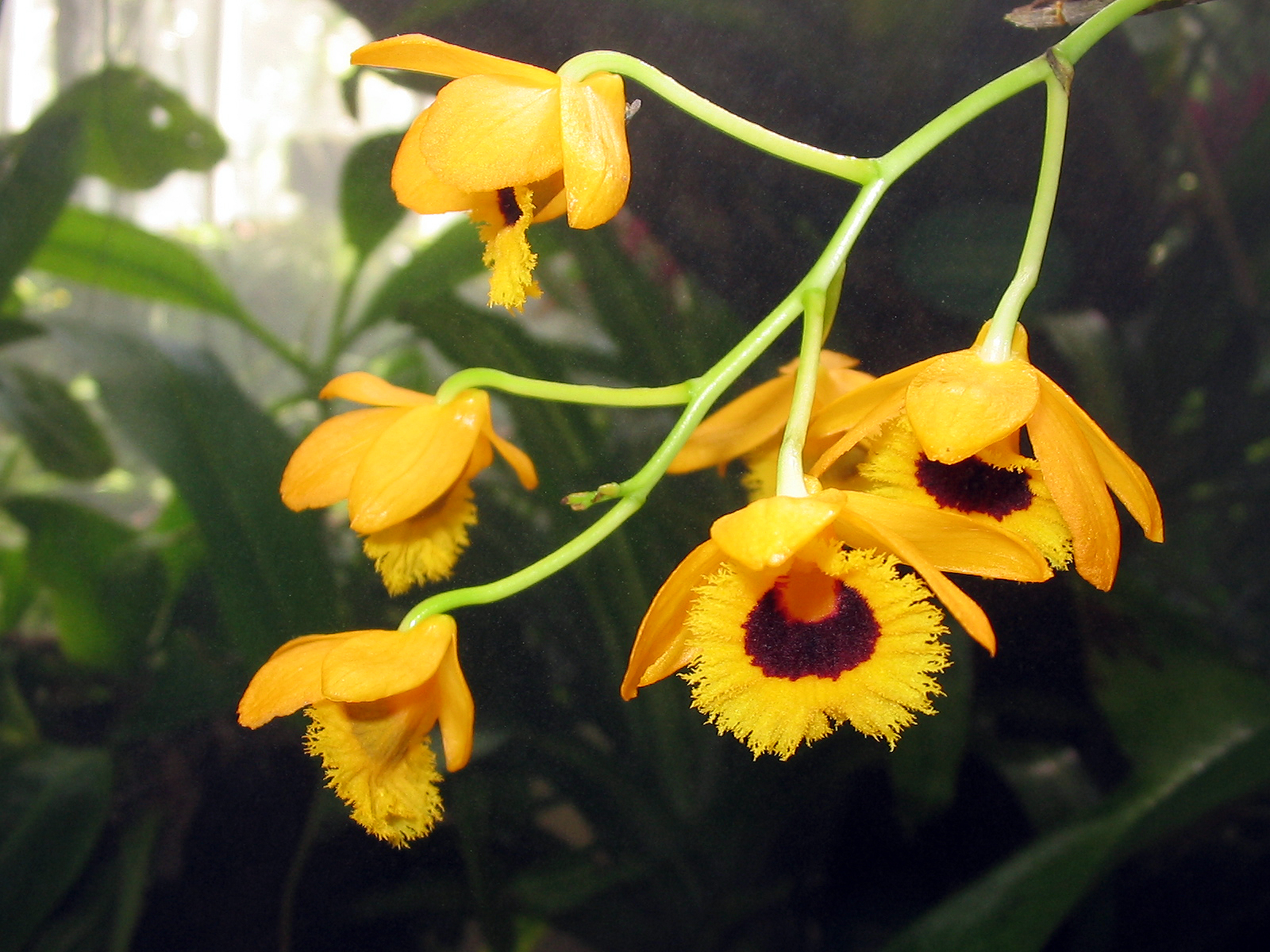
Dendrobium fimbriatum

## Taxonomia
Até o final do século passado o gênero Dendrobium foi tratado como um gênero ao qual muitas espécies de difícil classificação entre os gêneros próximos eram subordinadas. Por este motivo chegou a conter mais de mil e cem espécies. Apesar de ainda não existir consenso entre os taxonomistas, com o advento da análise molecular, pôde-se entender melhor a evolução destas plantas e muitas propostas de divisão deste gênero têm sido apresentadas. Um dos trabalhos mais completos é o dos pesquisadores Mark Alwin Clements e David Lloyd Jones. Publicado em uma série de artigos que apareceram a partir de 2002, atende tanto a filogenia como a morfologia, e é o trabalho usado como referência na Wikipédia para classificação dessas espécies.
Sabe-se hoje que o gênero Dendrobium divide-se em dois grandes grupos, um formado pelas plantas do continente asiático e outro pelas espécies proveniente das ilhas do sudeste asiático, sudoeste do Pacífico e Austrália. Ambos os grupos foram divididos em muitos gêneros mais manejáveis, com características morfológicas similares. Restam hoje em Dendrobium apenas cerca de 450 espécies, portanto ainda um grande gênero.

### Gêneros removidos deDendrobium
A classificação de Dendrobium tem sido complicada desde o ínício. O primeiro nome utilizado para as espécies deste gênero foi Callista, proposto pelo jesuíta e botânico português João de Loureiro, em 1790. Na mesma ocasião, Loureiro propôs o gênero Ceraia para algumas espécies morfologicamente diferentes. Somente em 1799, Olof Peter Swartz sugeriu o nome Dendrobium. Pelas regras de prioridade o primeiro gênero descrito por Loureiro deveria ter sido adotado para este gênero, mas excepcionalmente, optou-se por consolidar o nome de Swarts devido ao grande número de espécies logo descritas com base em sua proposta, então muito mais bem conhecida que a de Loureiro.
Em 1825, o botânico Carl Ludwig Blume apresentou outros cinco novos gêneros, Aporum, Grastidium, Macrostomium, Onychium e Pedilonum para divisão destas espécies. Nos anos seguintes, tanto Loureiro como Blume, além de outros taxonomistas sugeriram mais alguns nomes, entre eles Constantine Samuel Rafinesque que, em 1837 e 1838, propôs seis novos gêneros. De 1850 até 1981, foram propostos outros nove gêneros, no entanto, até 1981, a tendência éra de se classificar todas estas espécies como Dendrobium.
Em 1981, Friedrich Gustav Brieger, de volta à Alemanha, após longa estadia no Brasil. Dedicou-se à primeira grande revisão deste gênero. Além de organizar e dividir todas as espécies então conhecidas por diversos dos gêneros propostos pelos seus antecessores, propõs catorze novos para a classificação de outros grupos. O trabalho de Brieger não foi inteiramente aceito pelos taxonomistas que alegavam problemas técnicos na descrição dos gêneros e posteriormente divergência de algumas de suas propostas com relação aos resultados moleculares. 
Finalmente, a partir de 1998, mas principalmente em 2002, Clements e Jones, publicaram sua revisão completa deste gênero. Finalmente todos os gêneros anteriores assumiram claras delimitações; porém, vinte dois outros gêneros foram sugeridos. Cerca de 450 espécies permaneceram em Dendrobium. Enquanto o debate sobre a melhor maneira de classificar os Dendrobium prossegue, apresentamos os gêneros em que Dendrobium foi dividido, segundo Clements e Jones: Abaxianthus, Anisopetala, Aporum, Australorchis, Bolbidium, Bouletia, Cadetia, Callista, Cannaeorchis, Cepobaculum, Ceraia, Ceratobium, Chromatotriccum, Coelandria, Conostalix, Davejonesia, Dendrobates, Dichopus, Diplocaulobium, Distichorchis, Dockrillia, Durabaculum, Eleutheroglossum, Eriopexis, Euphlebium, Eurycaulis, Exochanthus, Flickingeria, Grastidium, Herpethophytum, Ichthyostomum, Inobulbum, Kinetochilus, Leioanthum, Maccraithea, Microphytanthe, Monanthos, Oxyglossellum, Pedilonum, Sarcocadetia, Sayeria, Stelbophyllum, Tetrabaculum, Tetrodon, Thelychiton, Thicuania, Trachyrhizum, Tropilis, Vappodes, e Winika.

## Cultivo

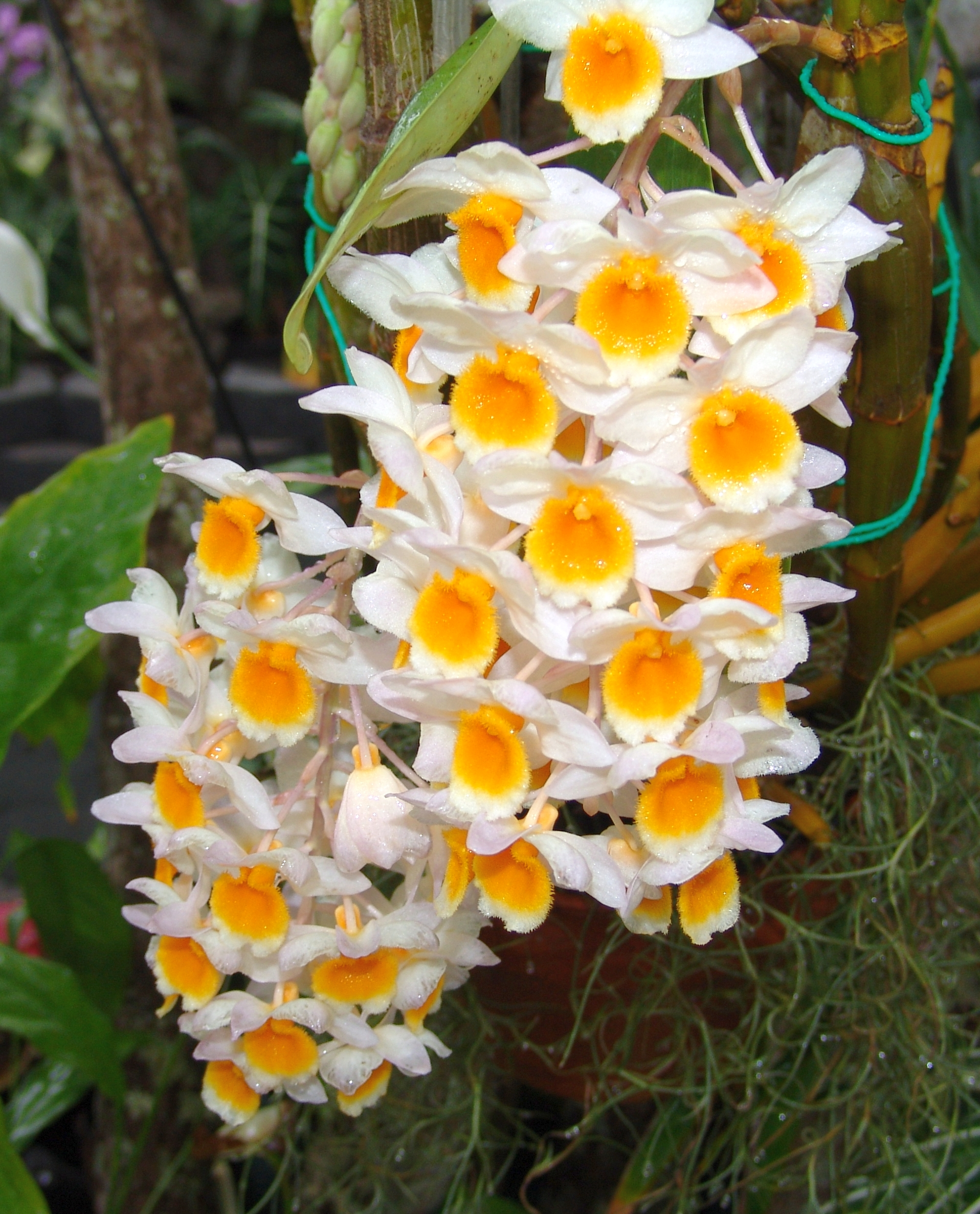
Dendrobium thyrsiflorum

Há espécies de climas quentes e moderados, florescendo até mesmo no inverno em algumas regiões. Podem ser amarradas em troncos de superfície irregular, onde podem se desenvolver até formar floradas imensas, com centenas de flores, quando bem tratadas.
Em vasos, devem ser cultivadas em estufa com boa luminosidade; no inverno, só aguar se os pseudobulbos murcharem e recomeçar a regar depois que se formarem os botões de flor.

## Lista de espécies
Cerca de 450 espécies são universalmente aceitas como verdadeiros membros de Dendrobium, as restantes podem estar classificadas em acordo com a mais moderna divisão sugerida por Clements e Jones, ou ainda seguir a classificação tradicional. Abaixo está uma lista traduzida da Wikipédia anglófona que relaciona todas as espécies como antigamente entendidas. As ligações para as espécies conforme vem classificadas na wikipédia em português não foram feitas. As espécies com artigos, quando houver, devem ser consultadas nos novos gêneros propostos por Clements e Jones citados acima.
Todas as espécies do gênero Dendrobium, segundo a classificação mais tradicinal, estão listadas aqui.